# 孔固
孔固，金朝官员。
孔固官至中宪大夫、西京路都转运使、上骑都尉、鲁县开国子、食邑五百户、赐紫金鱼袋。金世宗大定十六年（1176年）年大同府大普恩寺立《大金西京大普恩寺重修大殿记》，由孔固书写。碑身高2.58米，碑阳阴刻颜体楷书正文，全文二十行，每行约五十二字，字径约四厘米，共九百三十八字。济阳君开国伯丁暐仁篆额。南宋通问副使、文学家朱弁撰文，记载了朱弁被金国羁押西京十四年，居住在大普恩寺（今善化寺），目睹圆满大师主持修建寺院的过程。该碑现存于善化寺三圣殿内西次间。